# Verwaltungsgemeinschaft Flechtinger Höhenzug
Die Verwaltungsgemeinschaft Flechtinger Höhenzug war eine Verwaltungsgemeinschaft in Sachsen-Anhalt. Sie befand sich im Ohrekreis und hatte ihren Sitz in Flechtingen.

## Mitgliedsgemeinden
| - Behnsdorf - Belsdorf - Böddensell | - Bülstringen - Flechtingen - Süplingen |

## Geschichte
Die Verwaltungsgemeinschaft Flechtinger Höhenzug wurde 1994 durch den freiwilligen Zusammenschluss von sechs Gemeinden gegründet. Durch die Zweite Verordnung über die Zuordnung von Gemeinden zu Verwaltungsgemeinschaften wurde sie zum 1. Januar 2005 aufgelöst und ihre Gemeinden gingen in der neu gegründeten Verwaltungsgemeinschaft Flechtingen auf.
Von den sechs Gemeinden existieren heute noch Bülstringen und Flechtingen, sie gehörten der Verbandsgemeinde Flechtingen an. Behnsdorf, Belsdorf und Böddensell wurden zum 1. Januar 2010 mit Flechtingen zusammengeschlossen. Süplingen, das bis dahin ebenfalls zur Verbandsgemeinde Flechtingen gehörte, wurde am 1. Januar 2014 nach Haldensleben eingemeindet.